# Lepele-Nkumpi
Lepele-Nkumpi (officieel Lepele-Nkumpi Local Municipality) is een stad en gemeente in het Zuid-Afrikaanse district Capricorn.
Lepele-Nkumpi ligt in de provincie Limpopo en telt 230.350 inwoners.

## Hoofdplaatsen
Het nationaal instituut voor de statistiek, Stats SA, deelt sinds de census 2011 deze gemeente in in 87 zogenaamde hoofdplaatsen (main place):
Bodutulo • Bolahlakgomo • Bolopa • Byldrift • Dithabaneng • Ditholong • Droogte • Dublin • Fertilis • Ga-Madisaleolo • Ga-Mafefe • GaMakgoba A • GaMakgoba B • GaMakgotho • Ga-Mampa • GaMmamogwasa • Ga-Moila • GaMolapo • GaRakgoatha • Gemini • Geneva • Hwelereng • Hwelesaneng • Kgwaripe • Khureng • Klipheuvel • Lebowakgomo • Lehlokwaneng • Lekurung • Lenting • Lepele-Nkumpi NU • Lesetsi • Madikeleng • Madisha-Ditoro • Maejane • Magatle • Mahlatsani • Makhushaneng • Makoeng • Makotse • Makurung • Malatane • Malekapane • Malemang • Mamaolo • Mamatonya • Manaileng • Maralaleng • Marulaneng • Maseleseleng • Mashite • Masusele • Mataung • Mathibela • Matome • Matshelane • Mmashadi • Mobosobohlogo • Mogodi • Mogologolo • Mogoto • Mokgophong • Molapo Matebele • Moleke • Moletlane • Mooiplaas • Morotse • Mosetamong • Motantanyane • Motserereng • Mphaaneng • Mphahlele • Naauwpoort Ext1 • Nkotokwane • Osterd • Phaganeng • Phosiri • Ramonwana • Schuinsrand • Sekgophokgophong • Sekimming • Serobaneng • Seruleng • Thamangane • Tjiane • Tooseng • Turfpan.